# جیننو شوتوکی

کیتاباتاکه چیکافوسا

جیننو شوتوکی (به ژاپنی: 神皇正統記 Jinnō Shōtōki)،  به معنی تواریخ دودمان معتبر امپراتورهای الهی یک کتاب تاریخی ژاپنی است که توسط کیتاباتاکه چیکافوسا نوشته شده است.این کار هم به دنبال روشن کردن پیدایش و پیامدهای بالقوه یک بحران معاصر در سیاست ژاپن بود و هم برای رفع یا حداقل بهبود بی نظمی حاکم.